# Fräkentjärnen (Norsjö socken, Västerbotten, 720779-165175)
Fräkentjärnen är en sjö i Norsjö kommun i Västerbotten och ingår i Umeälvens huvudavrinningsområde. Sjön har en area på 0,0703 kvadratkilometer och ligger 279,3 meter över havet.

## Delavrinningsområde
Fräkentjärnen ingår i det delavrinningsområde (720814-165222) som SMHI kallar för Utloppet av Lill-Raggsjön. Medelhöjden är 281 meter över havet och ytan är 9,1 kvadratkilometer. Räknas de 11 avrinningsområdena uppströms in blir den ackumulerade arean 175,78 kvadratkilometer. Åman som avvattnar avrinningsområdet har biflödesordning 3, vilket innebär att vattnet flödar genom totalt 3 vattendrag innan det når havet efter 203 kilometer. Avrinningsområdet består mestadels av skog (81 procent). Avrinningsområdet har 1,35 kvadratkilometer vattenytor vilket ger det en sjöprocent på 14,8 procent.